# Sababou, l'espoir
Pour plus de détails, voir Fiche technique et Distribution.
Sababou, l'espoir est un documentaire français réalisé par Samir Benchikh, sorti en 2013.

## Synopsis
Les destins croisés de Rosine, Diabson, Michel et Tiken Jah Fakoly, porteurs d'un espoir pour l'Afrique.

## Fiche technique
- Titre : Sababou, l'espoir
- Réalisation : Samir Benchikh
- Scénario : Samir Benchikh
- Photographie : Oscar Irie
- Montage : Matthieu Augustin et Samir Benchikh
- Production : Samir Benchikh
- Société de production : Docker Films
- Société de distribution : Eurozoom (France)
- Pays :  France
- Genre : documentaire
- Durée : 100 minutes
- Dates de sortie : 
  -  France : 6 mars 2013

## Distribution
- Tiken Jah Fakoly
- Rosine Gangali
- Diabson Tere
- Michel Yao

## Accueil
- Studio Ciné Live : [1]